# Brunia neglecta
Brunia neglecta är en tvåhjärtbladig växtart som beskrevs av Schlechter. Brunia neglecta ingår i släktet Brunia och familjen Bruniaceae. Inga underarter finns listade.